# ملك الهند
ملك الهند رواية للروائي اللبناني جبور الدويهي. صدرت الرواية لأوّل مرة في العام 2019 عن دار الساقي في لندن. ودخلت في القائمة النهائية «القصيرة» للجائزة العالمية للرواية العربية لعام 2020، المعروفة باسم «جائزة بوكر العربية».